# 斉藤永吉
斉藤 永吉（さいとう えいきち、1950年（昭和25年）4月2日 - ）は、日本の実業家。北都銀行名誉顧問。秋田経済同友会代表幹事。

## 来歴・人物
秋田県湯沢市出身。中央大学法学部卒業後、羽後銀行入行。長らく企画部門を担当した。
かねてから将来の頭取候補と目されてきたが、荘内銀行との経営統合実現にむけた改革の手腕を見込まれて、2008年6月、加賀谷武夫の後継として頭取に就任した。トップに就任後、従来、地元の直面する諸問題に本腰を入れ、取り組んでこなかったことを猛省し、何よりも地域の信頼を取り戻すことに全力を注ぐ決意を固め、本部最優先の組織体質、形式主義のまかり通る経営、男尊女卑的な企業風土などが象徴的に見られていた北都銀に風穴をあけようと、外部から積極的に人材を登用し改革を進めた。また、女性行員の活躍推進に力を入れ、女性が多いパート行員の呼称を「キャスト」に改め、その中から毎年数十名を正規行員に登用。約1500人の従業員の内800人が女性で構成される組織へと変貌を遂げさせた。これら施策と共に、頭取就任直後に行員と直接対話する「頭取かわら版」をイントラネット上に設け、意識改革を訴え続けた。
2019年4月会長に退き、2021年6月新設の名誉顧問となる。これに先立って、2020年5月、佐川博之（秋田魁新報社社長）、平野久貴（ユナイテッド計画社長）ともに秋田経済同友会の代表幹事に就任した。

## 略歴
- 1969年（昭和44年）- 秋田県立秋田高等学校卒業。
- 1975年（昭和50年）- 中央大学法学部卒業後、羽後銀行入行。
  - 以降、東京事務所次長、人事部次長、湯沢支店長、総合企画部長等を歴任する[10]。
- 1993年（平成5年）4月 - 羽後銀行と秋田あけぼの銀行が合併。北都銀行が発足。
- 2002年（平成14年）- 同取締役総合企画部長委嘱。
- 2004年（平成16年）- 同常務取締役。
- 2006年（平成18年）- 同専務取締役。
- 2008年（平成20年）- 同代表取締役頭取。
- 2009年（平成21年）- フィデアホールディングス取締役。
- 2019年（平成31年） - 北都銀行取締役会長。
- 2021年（令和3年）6月 - 同名誉顧問。